# Laurent Cantet

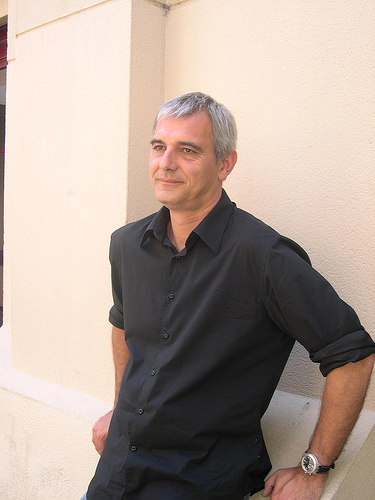
Laurent Cantet (2006)

Laurent Cantet (* 11. April 1961 in Melle, Département Deux-Sèvres; † 25. April 2024 in Paris) war ein französischer Filmregisseur, Drehbuchautor und Kameramann.

## Leben und Wirken
Cantet, Sohn eines Lehrerpaares, begann seine Ausbildung zum Filmemacher am Pariser Institut des hautes études cinématographiques (IDHEC). Sein Debüt als Kurzfilmregisseur feierte er 1994 mit Tous à la manif, in dem sich ein Barkellner einer geplanten Schülerdemonstration anschließen möchte. Das Werk erhielt im selben Jahr den renommierten Jean-Vigo-Preis.
Mit Freiwillig verbannt legte Cantet 1997 seinen ersten Spielfilm vor. Den Durchbruch als Regisseur ebnete dem Franzosen aber erst sein zweiter Spielfilm Der Jobkiller (1999), in dem Hauptdarsteller Jalil Lespert als Praktikant in der Firma seines Vaters arbeitet, um eine Befragung über die 35-Stunden-Woche durchzuführen. Erst spät erkennt der Betriebswirtschaftsstudent, dass die Arbeit der Umstrukturierung des Betriebes dient. Cantet erhielt für Der Jobkiller den César als bestes Erstlingswerk.
Cantets größter Erfolg war Die Klasse (2008). Der fünfte Spielfilm des Regisseurs, eine Sozialstudie über eine Pariser Schulklasse, gewann mit der Goldenen Palme 2008 den Hauptpreis der 61. Filmfestspiele von Cannes. Monate später wurde der Film als offizieller französischer Beitrag für die Nominierung um den besten fremdsprachigen Film bei der Oscarverleihung 2009 ausgewählt und im selben Jahr für den Europäischen Filmpreis nominiert.
Cantets Retour à Ithaque sorgte im Rahmen des Filmfestivals von Havanna im Dezember 2014 für eine Kontroverse, als der auf Kuba gedrehte Film von der Festivalleitung ohne Begründung kurzfristig aus dem Programm genommen wurde. Eine Gruppe kubanischer Filmschaffender protestierte nach Ende des Festivals öffentlich gegen die als Zensur wahrgenommene Maßnahme. Der Spielfilm basiert auf einer Literaturvorlage des Schriftstellers Leonardo Padura.
2018 wurde er in die Academy of Motion Picture Arts and Sciences berufen, die jährlich die Oscars vergibt.
Laurent Cantet starb am 25. April 2024 im Alter von 63 Jahren an den Folgen einer Krebserkrankung in Paris.

## Filmografie
- 1994: Tous à la manif (Kurzfilm)
- 1995: Jeux de plage (Kurzfilm)
- 1997: Freiwillig verbannt (Les sanguinaires)
- 1999: Der Jobkiller (Ressources humaines)
- 2001: Auszeit (L’emploi du temps)
- 2005: In den Süden (Vers le sud)
- 2008: Die Klasse (Entre les murs)
- 2012: 7 Tage in Havanna (7 días en la Habana) – Episode „La Fuente“
- 2013: Foxfire
- 2014: Retour à Ithaque
- 2017: L’atelier
- 2021: Arthur Rambo
- 2025: Enzo (Drehbuch)